# Viaductul Aciliu

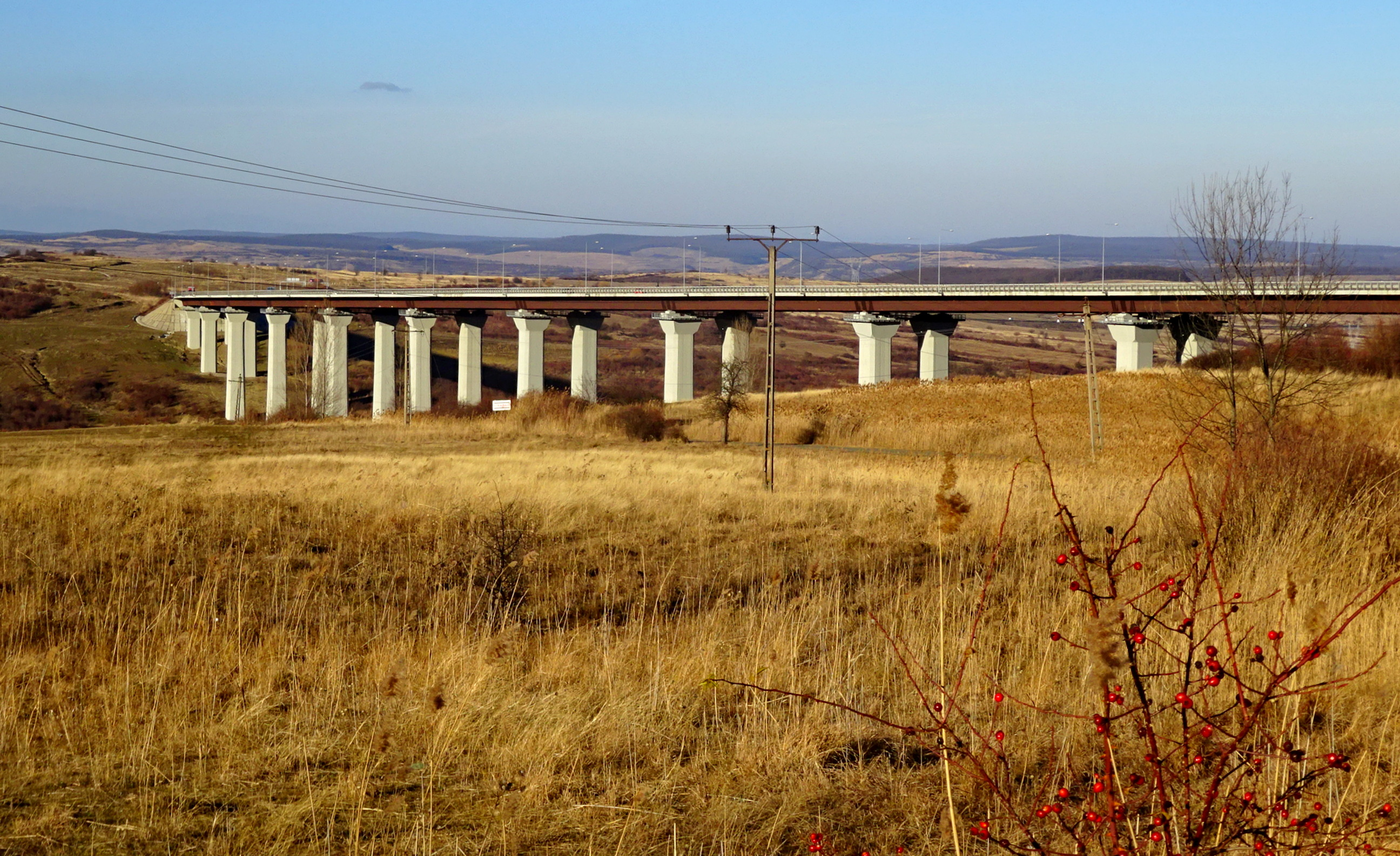
Viaductul Aciliu (decembrie 2023)

Viaductul Aciliu este un viaduct aflat pe ruta autostrăzii A1, pe segmentul de 82 de km a secțiunii Orăștie-Sibiu. Structura se găsește în întregime în județul Sibiu, între comuna Apoldu de Jos și orașul Săliște. 

## Prezentare
Viaductul este una dintre cele mai mari structuri de-a lungul autostrăzii  A1 și, totodată, cel mai înalt viaduct rutier din România. 
Viaductul este o construcție tradițională cu o lungime de circa 1.100 m cu 14 deschideri de 78 metri fiecare și cu o lățime de 24 metri. Pilonii au fost implantați 40 m sub suprafață în solul nisipos și nesigur din valea pe care viaductul o trece. Al cincilea pilon are înălțimea de 80 de m, de la nivelul solului la nivelul viaductului. 

## Probleme majore
Din multiple cauze, datorate primordial lipsei studiului geomorfologic al zonei, incorectitudinii proiectului precum și a execuției acestuia cu greșeli, viaductul Aciliu prezenta în 2015 defecte structurale, fiind afectat de alunecări de teren de suprafață. În toamna acelui an, segmentul de autostradă pe care se află viaductul a fost închis, și o parte din autostradă din apropierea viaductului a fost reexcavată pentru a fi reconstruită permițând și curgerea apelor subterane în așa fel încât să se evite alte alunecări.

## Imagini

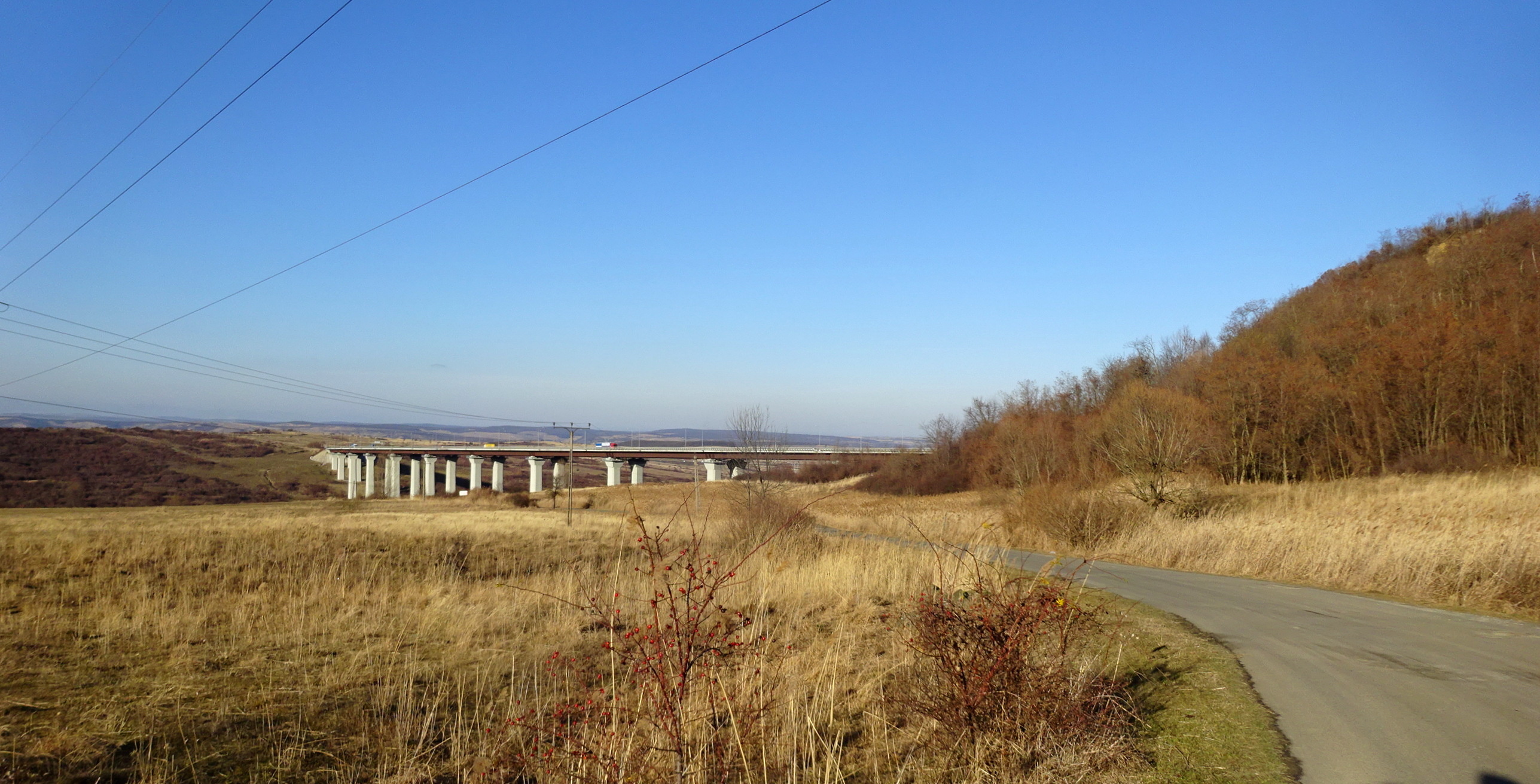
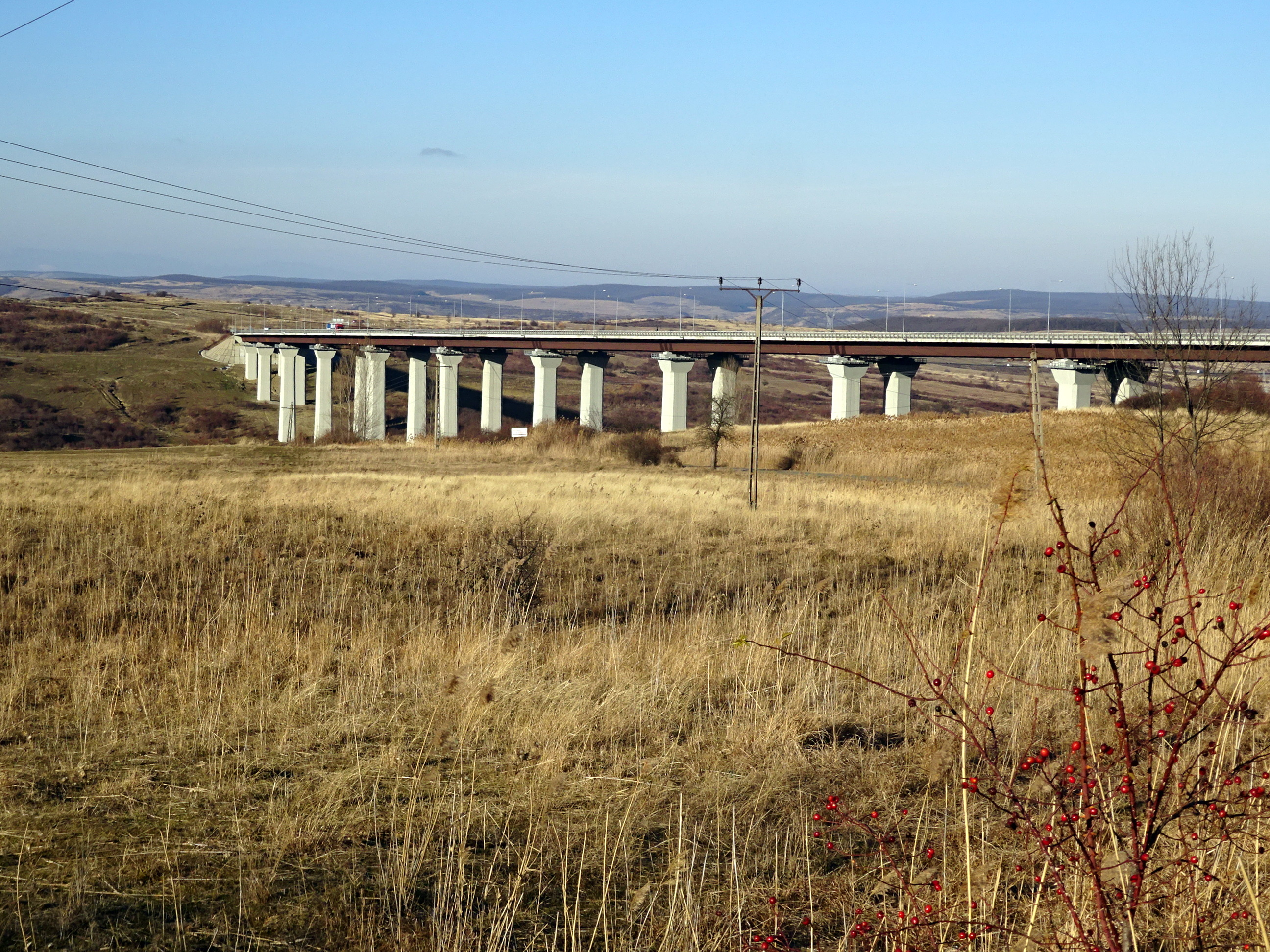
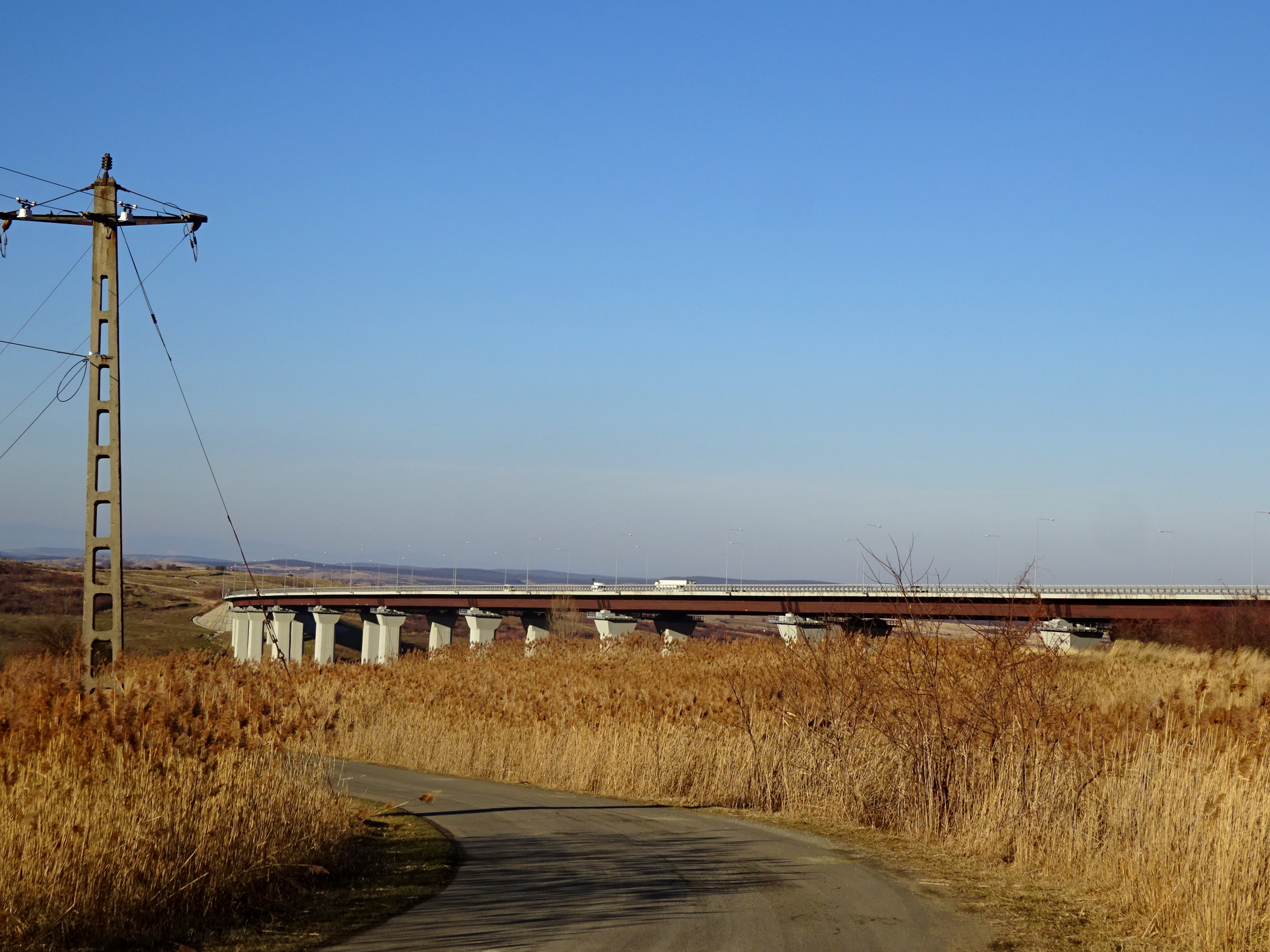
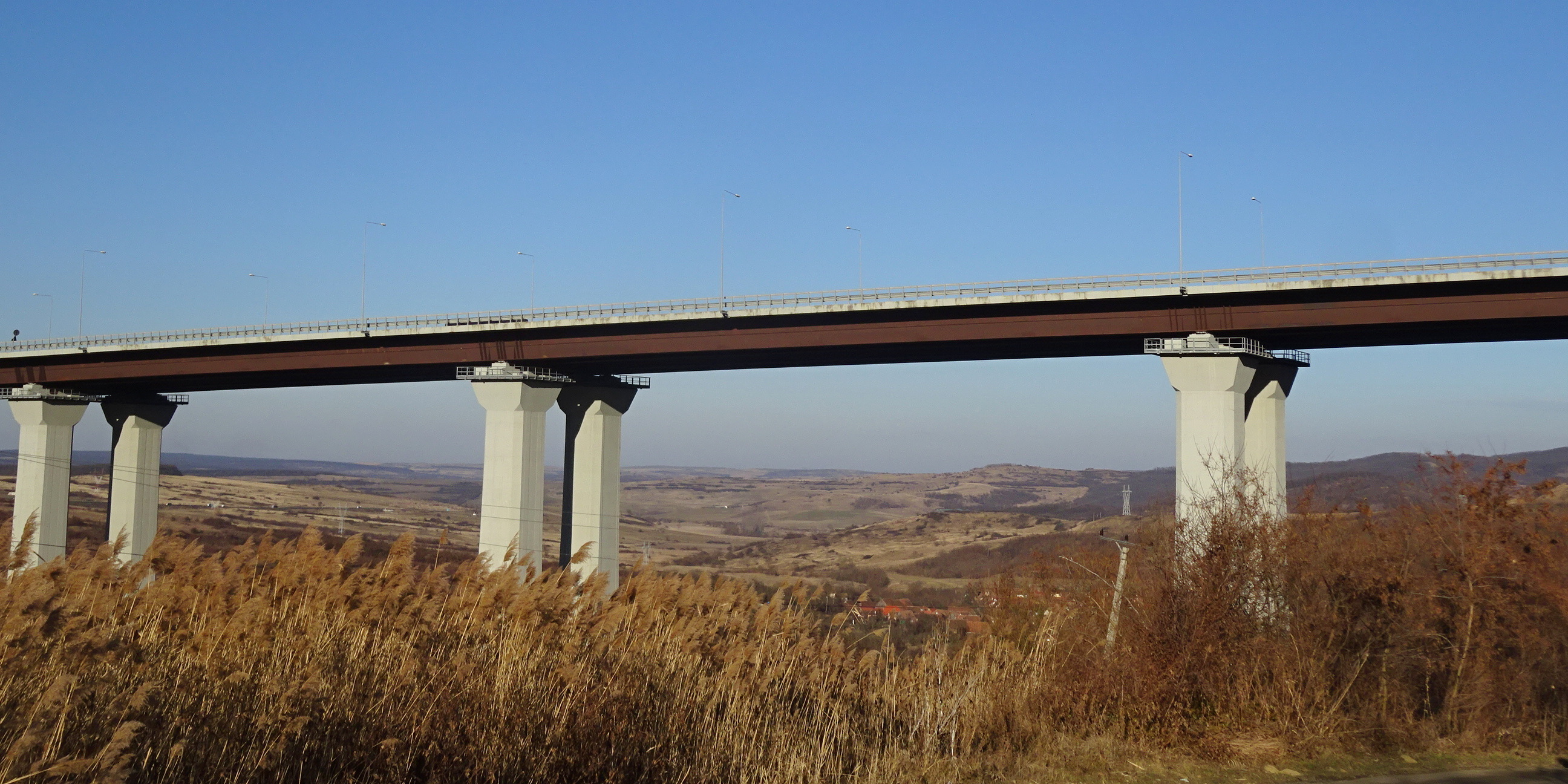
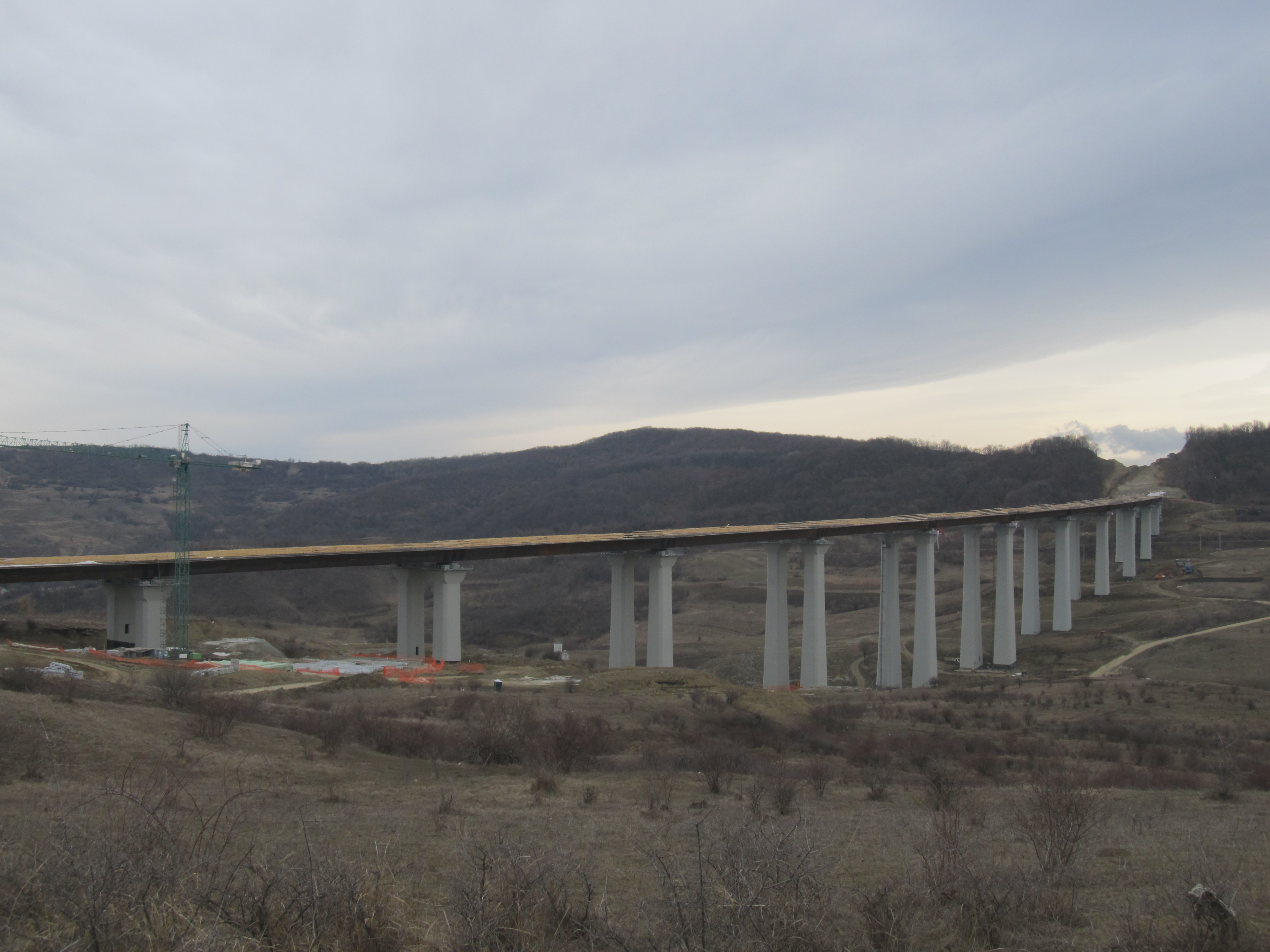
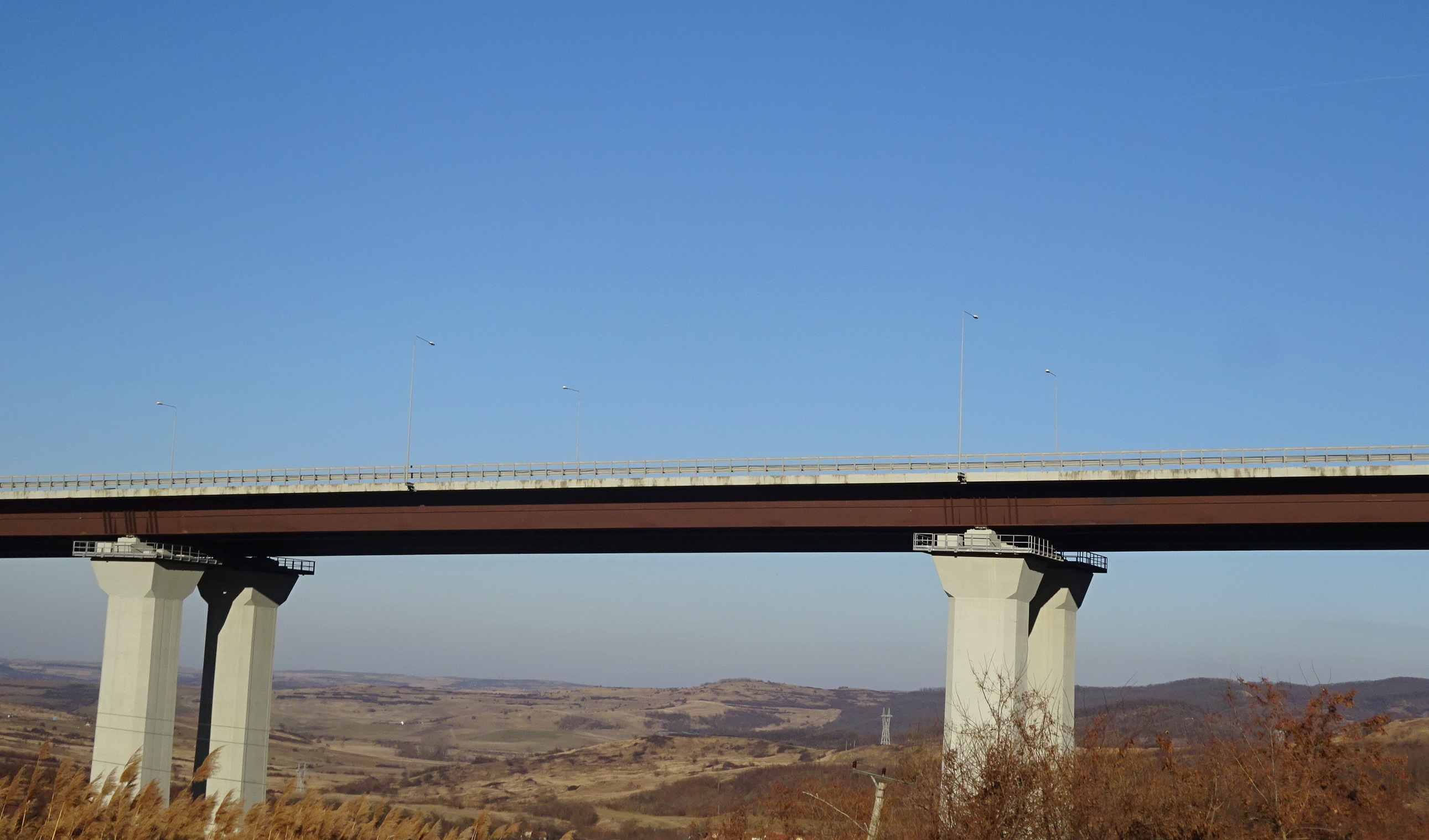
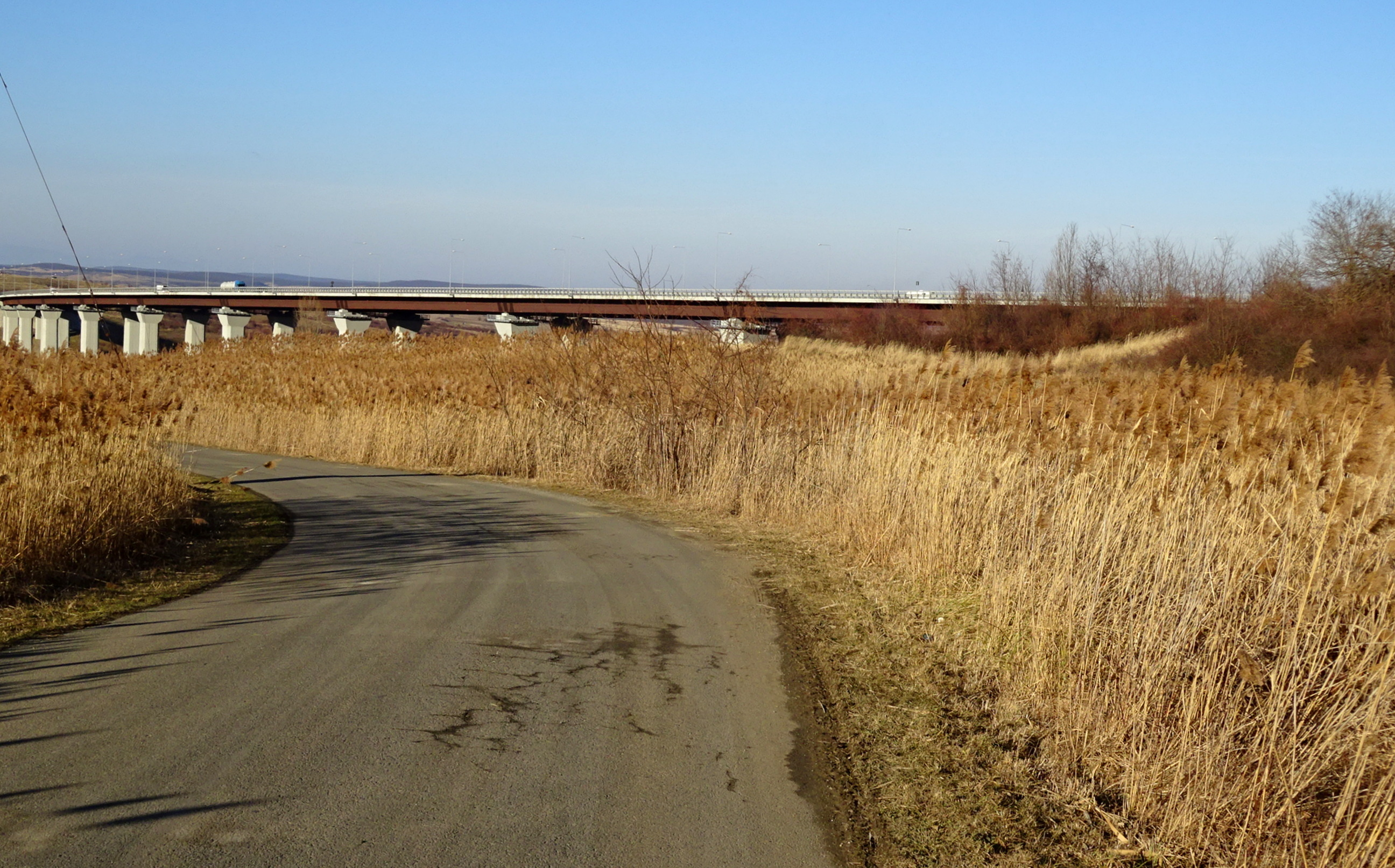
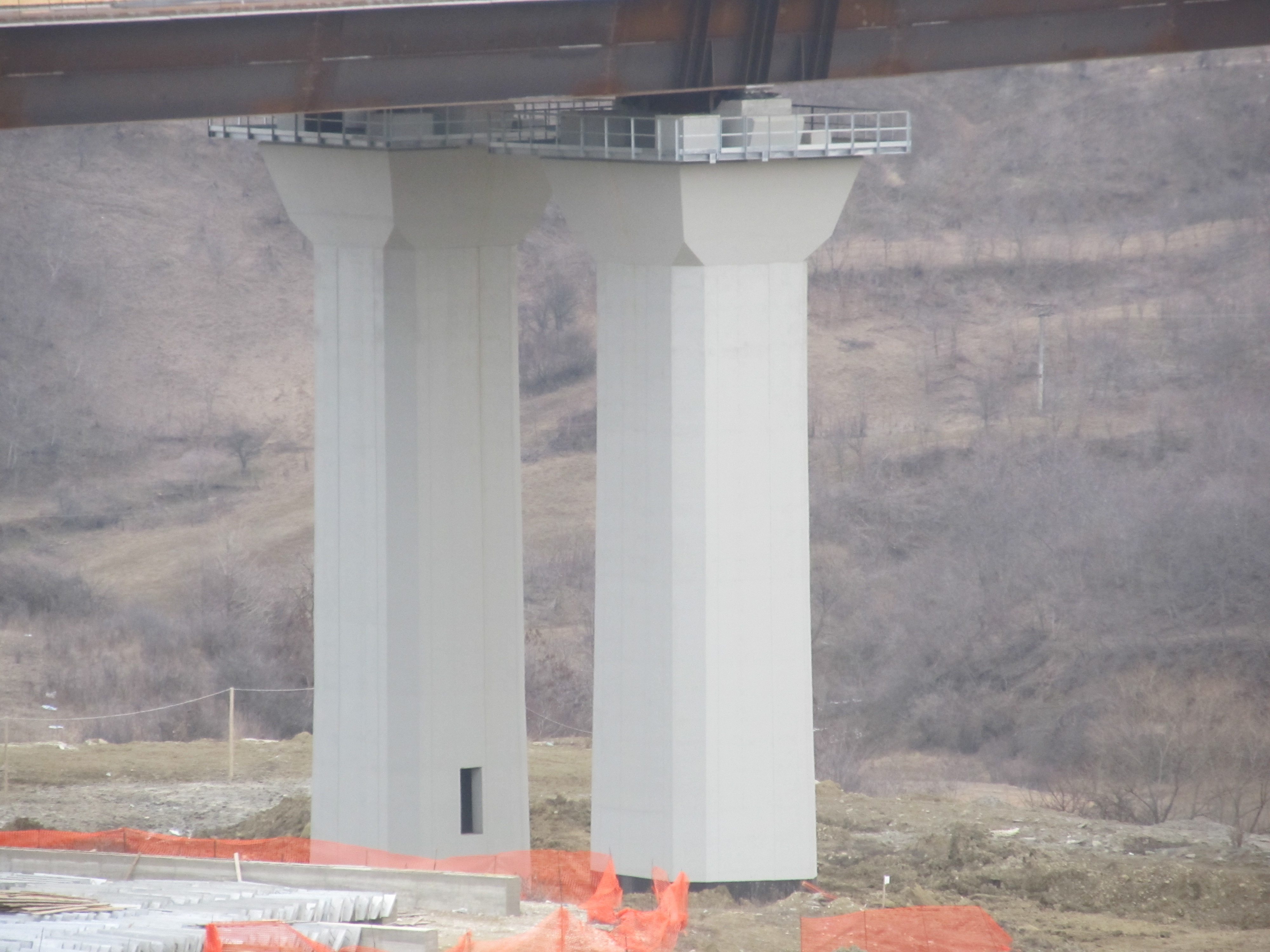
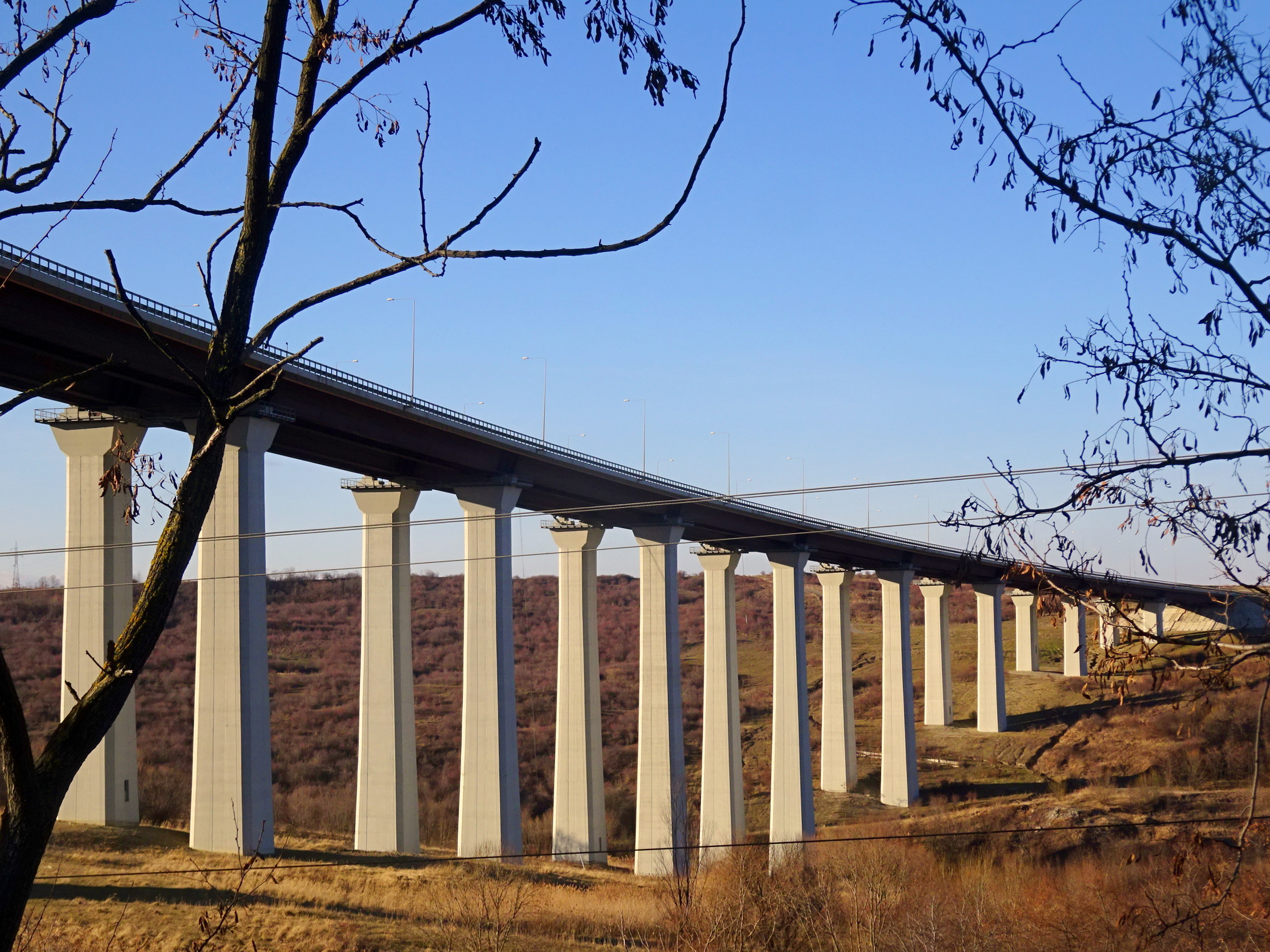

## Alte articole  conexe
- Autostrada A1 din România
- Rețeaua rutieră din România
- Transporturile în România